# Comuna Hrușka, Tlumaci
Hrușka (în ucraineană Грушка) este o comună în raionul Tlumaci, regiunea Ivano-Frankivsk, Ucraina, formată din satele Hrușka (reședința) și Melnîkî.

## Demografie
Componența lingvistică a comunei Hrușka
     Ucraineană (99,89%)
     Alte limbi (0,11%)
Conform recensământului din 2001, majoritatea populației comunei Hrușka era vorbitoare de ucraineană (99,89%), existând în minoritate și vorbitori de alte limbi.